# 黑白棋 (1986年遊戲)
《黑白棋》是一款由HAL研究所公司制作、河田公司发行的棋类游戏。本游戏于1986年11月13日在日本地区FC游戏机发行。1988年在北美地区发行。
本游戏根据黑白棋而来。玩家可以将对方的棋子翻转成为自己颜色的棋子，在棋子填满整个屏幕后，棋子数目最多的选手获胜。 游戏中共有四个等级的电脑选手，在全部击败后，还有一个隐藏的第五个级别电脑选手。